# Bodotria prionura
Bodotria prionura är en kräftdjursart som beskrevs av John Todd Zimmer 1952. Bodotria prionura ingår i släktet Bodotria och familjen Bodotriidae. Inga underarter finns listade i Catalogue of Life.